# 세라 에드워즈

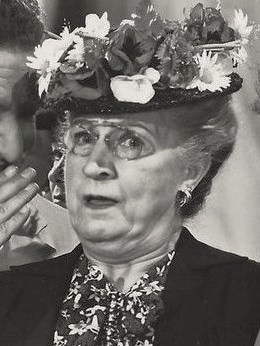

세라 에드워즈(영어: Sarah Edwards, 1881년 10월 11일 ~ 1965년 1월 7일)는 웨일스 태생의 미국 배우이다. 주로 30~40년대 할리우드 영화에서 조·단역을 맡았다.

## 영화
- 오션스8 (2018년)
- 닌자터틀 : 어둠의 히어로 (2016년)
- 닌자터틀 (2014년)
- 월터의 상상은 현실이 된다 (2013년)
- 타워 하이스트 (2011년)
- 솔트 (2010년)
- 로마에서 생긴 일 (2010년)
- 고스트 타운 (2008년)
- 마이클 클레이튼 (2007년)
- 인터프리터 (2005년)
- 업타운 걸스 (2003년)
- 이그비 고즈 다운 (2002년)
- 디스코의 마지막 날 (1998년)
- 잭 프로스트 (1998년)